# لوك بيرين

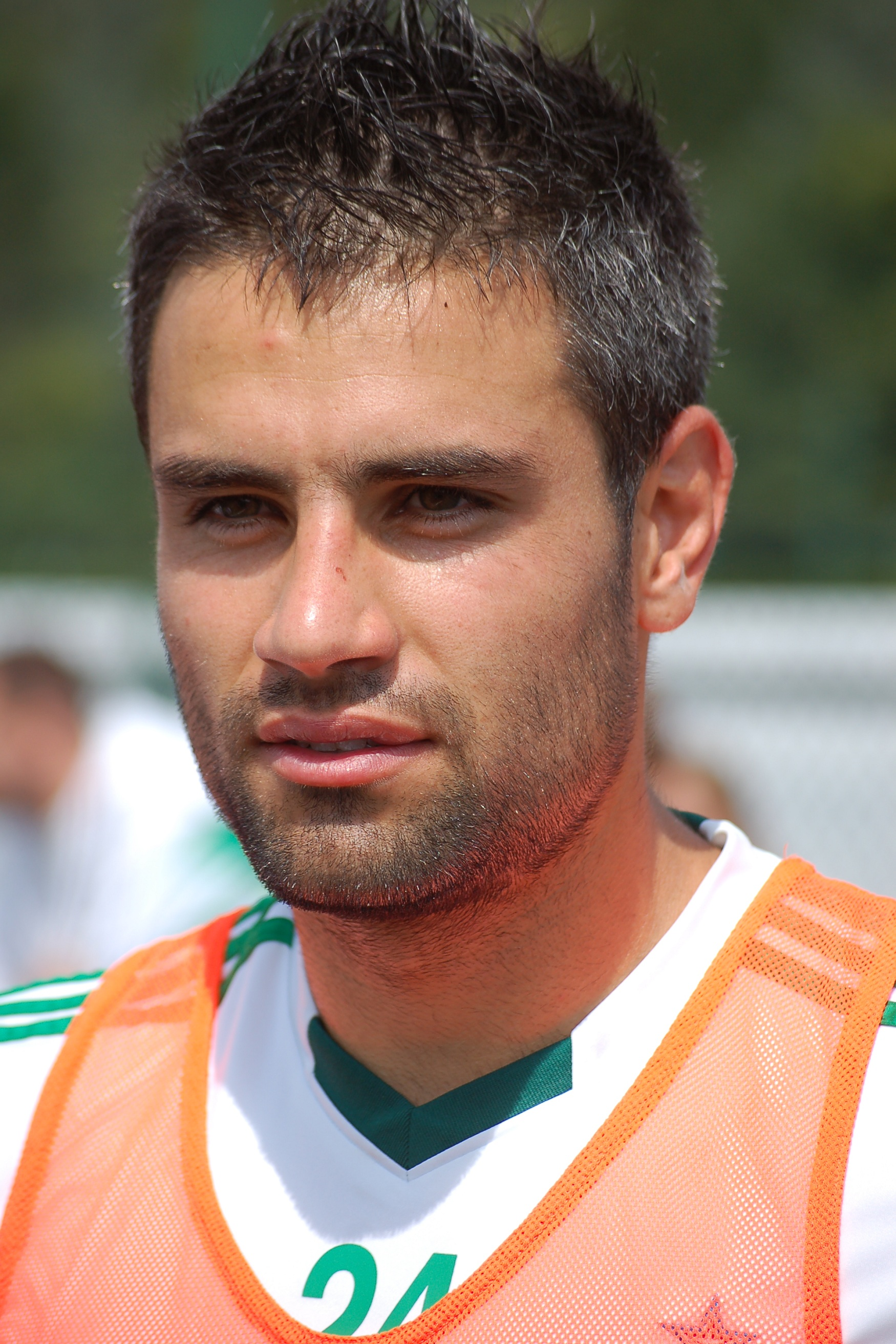

لوك بيرين (بالفرنسية: Loïc Perrin)‏ (مواليد 7 أغسطس 1985 في سانت إتيان - فرنسا) لاعب كرة قدم فرنسي يلعب حاليا لصالح نادي الدرجة الأولى سانت إتيان الفرنسي منذ 2003 في مركز الوسط المحوري .

## روابط خارجية
- لوك بيرين على موقع الاتحاد الأوربي (الإنجليزية)
- لوك بيرين على موقع قاعدة بيانات كرة القدم.إي يو (الإنجليزية)
- لوك بيرين على موقع ليكيب (الفرنسية)
- لوك بيرين على موقع Soccerway.com (الإنجليزية)
- لوك بيرين على موقع عالم كرة القدم.نت (الإنجليزية)
- لوك بيرين على موقع AS.com (الإسبانية)